# 세실리아 페인가포슈킨
세실리아 헬레나 페인가포슈킨(Cecilia Helena Payne-Gaposchkin, 1900년 5월 10일 ~ 1979년 12월 7일)은 영국계 미국 천문학자, 천체물리학자이다.
1925년 항성의 조성을 수소와 헬륨의 상대 함량으로 설명하는 논문으로 박사학위를 받았다. 이 논문은 "지금까지 천문학 분야에서 나온 가장 천재적인 박사학위논문"으로 평가된다.

## 어린 시절
여학교에 다녔다. 어머니는 남자 형제들에게만 대학 교육을 위한 돈을 지원해 주고, 세실리아에게는 지원해 주지 않았다.
그러나 1919년 그녀는 케임브리지 대학교 뉴넘 칼리지에서 장학금을 받게 되어 간신히 대학에 입학한 후 식물학, 물리학, 화학에서 우수한 성적을 거두었다. 이 시기에 그녀는 아서 에딩턴이 서아프리카 프린시페로 관측 탐사를 가서 아인슈타인의 일반상대성 이론을 증명한 이야기를 강의로 들었다. 이 일을 계기로 페인가포슈킨은 천문학에 관심을 품게 되었다. 그녀는 모든 과정을 수료했으나, 학위는 받을 수 없었다. 케임브리지는 1948년까지 여성에게 학위를 수여하지 않았기 때문이다.
페인가포슈킨은 영국에서 자신이 할 수 있는 일은 교사가 되는 것뿐임을 알고, 미국으로 가기로 했다. 하버드 대학교 천문대 대장 할로 섀플리를 만난 그녀는 1923년 영국을 떠났다.

## 박사과정
섀플리는 페인가포슈킨에게 박사논문을 쓸 것을 권유했고, 1925년 그녀는 래드클리프 대학교에서 최초로 천문학 철학박사 학위를 받았다. 오토 스트루베는 그녀의 논문을 보고 "천문학 사상 가장 뛰어난 박사 논문임에 틀림없다"라고 했다.
페인가포슈킨은 인도 물리학자 메그나드 사하가 발전시킨 이온화 이론을 적용하여 항성의 분광형과 항성의 온도를 정확하게 관계지었다. 그녀는 항성의 흡수선이 제각각 다른 것은 원소 양이 달라서 그런 것이 아니라 온도가 달라짐으로 인해 이온화의 양도 달라지기 때문임을 밝혀냈다. 페인가포슈킨은 태양의 분광에서 발견되는 규소, 탄소, 산소 같은 금속 원소들의 상대적인 양은 스펙트럼선의 강도에 정확히 비례하지만, 헬륨과 수소의 양이 훨씬 더 많다고 발표했다. 그녀의 논문은 수소와 헬륨이 우주에서 가장 풍부한 원소이며, 많은 경우 항성 전체 질량의 98% 이상을 차지하는 압도적인 성분(금속성 참조)임을 밝혀냈다. 이는 항성과 지구의 조성 성분이 거의 같다고 생각해 온 당대의 통념을 뒤흔든 것이었다.
페인가포슈킨의 논문을 심사하면서 천문학자 헨리 노리스 러셀은 태양의 구성 성분이 지구와 다르다는 결론을 보류할 것을 설득했다. 당시 상식에 너무나 크게 위배되는 것이었기 때문이다. 그녀는 어쩔 수 없이 '미심쩍다'라는 문구를 삽입해야만 했다. 그러나 4년 뒤 다른 방식으로 똑같은 결과가 나오자 러셀은 마음을 바꾸었다. 페인가포슈킨이 옳았음이 밝혀진 뒤 그 공이 러셀에게 돌아가는 경우가 잦았는데, 러셀 본인은 자기 저술에서 페인의 공로를 분명히 인정했다.

## 개인사
페인가포슈킨의 남동생 험프리 페인(1902년 ~ 1936년)은 영화평론가 다일리스 포웰과 결혼했으며, 영국 아테네 고고학회 회장을 지냈다.
학생 시절 페인가포슈킨은 두 집단을 나누고 한 집단을 통제군으로 하여 기도의 효용성을 검증하는 실험을 해 보았고, 그 결과 불가지론자가 되었다.
1931년 페인가포슈킨은 미국 시민이 되었다. 1933년 유럽 여행을 하던 도중 독일에서 러시아계 천체물리학자 세르게이 가포슈킨(Sergei I. Gaposchkin)을 만났다. 그녀는 가포슈킨이 미국 비자를 얻는 것을 도와주었고, 1934년에 결혼해 매사추세스주 렉싱턴에 정착했다. 페인가포슈킨 부부는 에드워드, 캐서린, 피터 세 남매를 낳았다. 페인가포슈킨 부부는 렉싱턴 최초의 유니테리언 교회에 다녔고, 세실리아는 그곳의 주일 학교에서 가르쳤다. 또한 그녀는 퀘이커와도 활발한 관계를 가졌다.

## 박사 후 경력

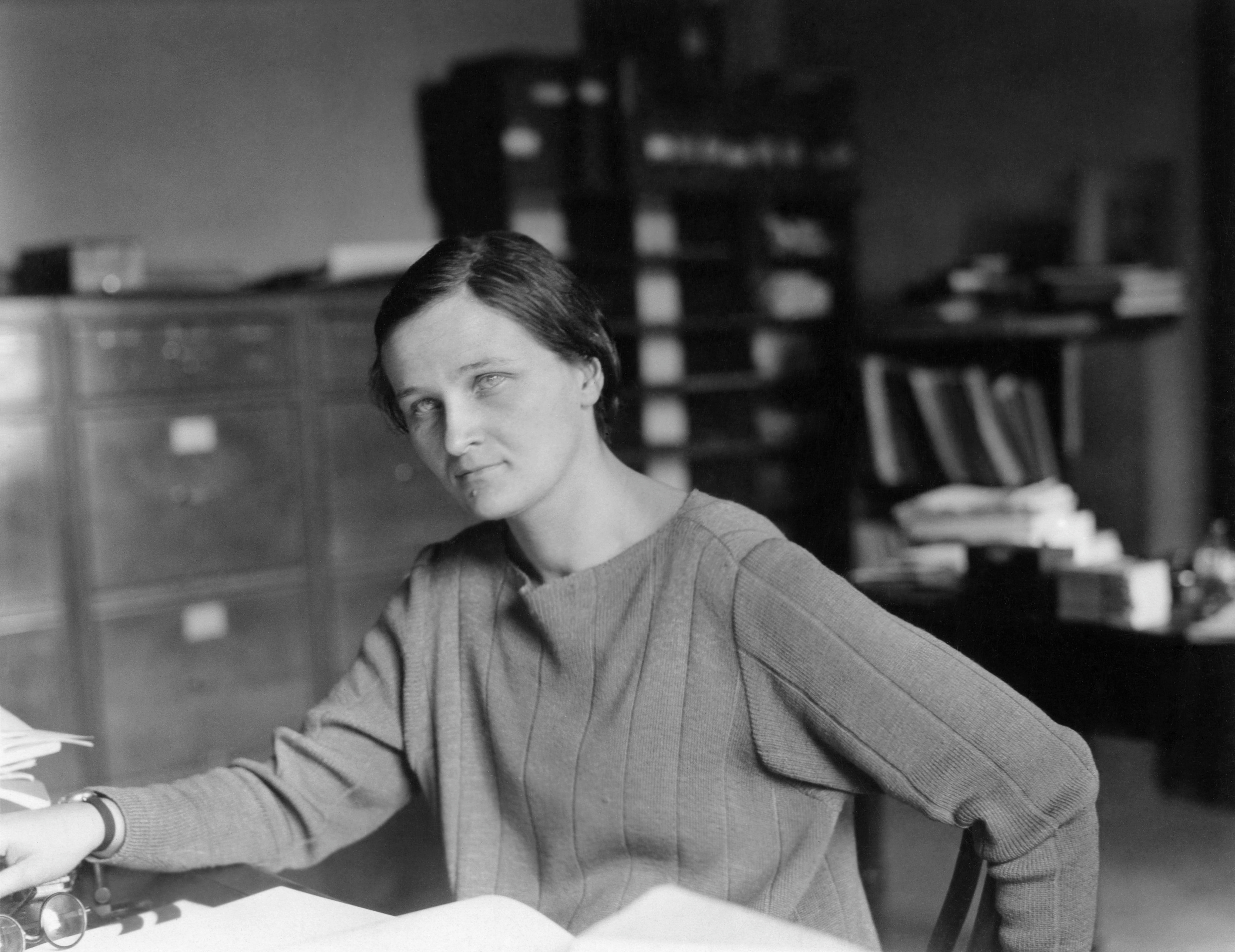
작업 중인 세실리아 페인가포슈킨

박사과정을 마친 페인가포슈킨은 우리 은하의 구조를 밝히기 위해 광도가 높은 항성을 연구하기 시작했다. 그러고 나서 변광성 연구로 돌려 조교들과 함께 125만여 회의 관측을 수행했다. 이 작업은 이후 우리 은하를 넘어 마젤란 은하까지 더해져 200만여 회의 변광성 관측이 이루어졌다. 이렇게 해서 얻은 데이터들은 항성 진화의 과정을 파악하는 데 사용되었다. 변광성에 관한 그녀의 관측과 분석은 모든 파생 연구들의 기본이 되었다.
페인가포슈킨은 평생 활동적으로 일했고, 자신의 경력 전체를 하버드 대학교에서 보냈다. 처음에 그녀는 공적 자리를 받지 못해 1927년부터 1938년까지 섀플리의 조교 자격만 있었다. 낮은 임금과 형편없는 처우 탓에 한때는 하버드 대학교를 떠날 것을 고려하기도 했다. 하지만 섀플리가 힘을 써서 1938년 페인은 공식적으로 "천문학자"로 인정받았고, 1943년에는 미국 예술 과학 아카데미 회원이 되었다.
1954년 하버드 대학교 천문대장이 된 도널드 멘젤은 그녀의 처우 개선에 더욱 힘써서 1956년 페인가포슈킨은 하버드 대학교 문리과 최초의 여성 정교수가 되었다.
페인가포슈킨이 지도한 학생으로는 헬렌 소여 호그, 조지프 애시브루크, 프랭크 드레이크, 폴 W. 호지가 있으며, 그들 모두 천문학에 중요한 기여를 남겼다. 또한 게이 인권 운동가 프랭크 카메니의 지도교수이기도 했다.
세실리아 페인가포슈킨은 1966년 대학 일선에서 은퇴하고 명예교수가 되었다. 이후에도 스미스소니언 천체물리학 관측소 회원으로서 연구를 계속했다.

## 여성과학에 대한 영향
G. 카스시몬, 패트리샤 파르네스 등에 따르면 페인의 경력은 하버드 대학교 천문대에 일대 전환점을 마련했다. 할로 섀플리, E. J. 셰리던 등의 지도 아래 천문대는 이미 다른 기관에 비해 여성에게 많은 기회를 제공하고 있었고, 이전 세기의 윌리어미나 플레밍, 안토니아 마우리, 애니 점프 캐넌, 헨리에타 리비트 등은 중요한 천문학적 발견을 이루었다. 하지만 페인이 박사학위를 받게 된 것이야말로 비로소 여성이 "주류"에 진입하는 출발점이 되었다.
남성 중심 과학계에서 그녀가 보여 준 독보적 업적은 많은 사람에게 영감을 주었다. 예컨대 세실리아 페인은 천체물리학자 조앤 파인만(리처드 파인만의 여동생)의 롤모델이었던 것으로 알려져 있다. 파인만 집안의 어머니와 할머니는 조앤이 과학을 공부하는 것을 못하게 말렸다. 하지만 천문학 교과서에서 페인의 업적을 확인한 조앤은 자신도 과학을 공부할 수 있다는 확신을 품게 되었다.

## 저서
- 《고광도 항성》(The Stars of High Luminosity, 1930년)
- 《변광성》(Variable Stars, 1938년)
- 《변광성과 은하 구조》(Variable Stars and Galactic Structure, 1954년)
- 《천문학 개론》(Introduction to Astronomy, 1956년)
- 《은하 신성》(The Galactic Novae, 1957년)

## 같이 보기
- 하버드의 계산수
- 프랭크 카메니